# Randers HK
Randers HK (Randers Håndbold Klub) ist ein dänischer Handballverein aus Randers. Das Damenteam spielte bis 2022 in der höchsten dänischen Spielklasse.

## Geschichte
Am 16. April 1996 schlossen sich mehrere Vereine (Dronningborg Boldklub, Kristrup Boldklub, Randers Freja, RB 72, Lem IF, Randers KFUM, Vorup FB und Hornbæk SF) zum Randers HK zusammen. Im September 1999 musste die Herrenabteilung aufgelöst werden. Seitdem konzentriert sich der Verein komplett auf den Damenhandball.
Ende 2004 bekam der Verein erstmals finanzielle Schwierigkeiten. Durch die Mithilfe der Gemeinde Randers und verschiedenen Unternehmen wurde am 1. Juni 2005 die Randers HK A/S gegründet. 2019 wurde eine weitere finanzielle Rettungsaktion nötig. Am 10. November 2022 wurde ein Insolvenzantrag gestellt. Randers HK wurde aus der Liga genommen. Nach einem Neuanfang spielte der Verein in der Saison 2024/25 in der 1. division, der zweiten dänischen Liga.

## Erfolge
- Dänischer Meister 2012
- Dänischer Pokalsieger 2016
- EHF-Pokal 2010
- City-Cup-Finalist 2000